# Göpfert Maschinen
Die Göpfert Maschinen GmbH ist ein deutscher Hersteller von Maschinen für die Verarbeitung von Wellpappe, mit Hauptsitz im unterfränkischen Wiesentheid.

## Produkte
Angefangen hat das Unternehmen mit der Göpfert Boxmaker, deren erste Evolutionsstufe Karl F. Göpfert  1975 schuf. Weiterhin fertigt Göpfert  Jumbo-Slotter, Rill-Schneid-Automaten und  direkt angetriebene Rotationsstanzen. Ausgezeichnet wurde es mit dem Golden Award for Technical Innovation der FEFCO.
Zur Produktpalette gehören unter anderem:
- Druckmaschinen (Flexodruck)
- Rotationsstanzen
- Maschinen zur Falzung von Schachteln
- Maschinen zum Rillen, Feinrillen, Schneiden und Ritzen von Wellpappe.[3]